# Mimectatina celebensis
Mimectatina celebensis es una especie de escarabajo longicornio del género Mimectatina, tribu Desmiphorini, subfamilia Lamiinae. Fue descrita científicamente por Breuning en 1975.

## Descripción
Mide 11 milímetros de longitud.

## Distribución
Se distribuye por Célebes, Indonesia.